# Latinsko Carstvo
Latinsko Carstvo (lat. Imperium Romaniae) je kratkotrajna feudalna tvorevina koju su osnovali vođe Četvrtog križarskog rata na teritoriju osvojenom od Bizantskog Carstva. 
Ovo carstvo je ustanovljeno nakon pada Carigrada 1204. godine i trajalo je do 1261. godine. Križari koji su isprva krenuli u rat protiv muslimana nisu ni stigli kamo su pošli, već su mučki i nečovječno odlučili da napadnu Carigrad u cilju osobnih interesa: pljačke i uništenja Bizantskog Carstva. Latinsko Carstvo željelo je istisnuti Bizantsko Carstvo kao titularnog sljednika Rimskog Carstva na istoku, sa zapadnim katoličkim carevima ustoličenima umjesto pravoslavnih bizantskih careva. 
Balduin IX, grof od Flandrije, okrunjen je za prvog latinskog cara kao Balduin I. 16. svibnja 1204.
Latinsko Carstvo nije uspjelo doseći političku i gospodarsku snagu i nametnuti se ostalim zapadnim saveznicima i njihovim tvorevinama koje su stvorene na bivšim bizantskim teritorijima poslije Četvrtog križarskog rata. Ovo se odnosilo naročito na Mletke i nakon vrlo kratkog razdoblja vojnih uspjeha zapalo je u krizu i propadanje. 
Stalni ratovi s Bugarima, kao i s brojnim suparničkim grčkim feudalnim protivnicima, slabili su Latinsko Carstvo sve do konačne propasti koju mu je zadalo Nicejsko Carstvo pod carem Mihajlom VIII. Paleologom 1261. godine.  
Posljednji latinski car Balduin II., otišao je u progonstvo, a formalna carska titula je ostala predmet borbi raznih pretendenata sve do 14. stoljeća. 

## Povijest

### Stvaranje Latinskog Carstva
Po dogovoru između križara teritorij Bizantskog Carstva podijeljen je na osnovu 
dogovora, potpisanog 1. listopada 1204. Partitio terrarum imperii Romanie,  tri 
osmine teritorija, među njima i Kreta i ostali otoci - pripali su Mletačkoj Republici. Na ostalom teritoriju osnovane su vazalske tvorevine; 
Solunsko Kraljevstvo, Ahajska Kneževina, Atenska Vojvodina, Vojvodstvo Naksos i 
tvorevine kratkog vijeka Nicejsko vojvodstvo (samo titularno), Filipoljsko vojvodstvo i Filadelfijsko vojvodstvo (samo titularno). 
Vrhovni zapovjednici križarske vojske Balduin I., Bonifacije od Montferrata i mletački dužd Enrico Dandolo su za sebe zadržali najbogatije teritorije Bizanta tako da je prvi postao car Latinskog Carstva, drugi kralj Solunskog Kraljevstva (pod čiju vlast spadaju križarska vojvodstva u Grčkoj) i Mletačka Republika koja je dobila 3/8 teritorija carstva (prije svega otoke). Približno tri godine kasnije sva tri trijumfira će biti mrtva. Prva dva će poginuti u dvije različite bitke s Bugarskim Carstvom, a dužd će umrijeti od napora nakon bijega iz bitke s Bugarima kod Drinopolja 1205. godine  što dovodi do raspada prvobitne vojne organizacije Latinskog Carstva i njegovih vojnih planova za osvajanje preostalih slobodnih bizantskih pokrajina.
I pored toga dobar dio nekadašnjeg teritorija Bizantinskog Carstva bio je pod kontrolom 
suparničkih kneževina vođenih od strane bizantskih Grka poput;  Epirske Despotovine, Nicejskog Carstva i Trapezuntskog Carstva.

### Carstvo u Maloj Aziji
Prve vojne akcije križara u Maloj Aziji, bile su neobično uspješne i uskoro je gotovo cijela Bitinija bila u križarskim rukama do 1205. godine. Uspjesi križara su se nastavili tako da je 1207. godine potpisano primirje s novoustoličenim carem Teodorom I., iz Nicejskog Carstva. 
Latini su nastavili nizati pobjede, tako su pobijedili nicejske snage u bitci na rijeci Rindakos u listopadu 1211. godine, a nakon potpisivanja Mira iz Nymphaeuma 1214. križarima je pripala većina teritorija Bitinije i Mizije.
Ovaj mir potrajao je do 1222. godine, od te godine se oporavlja vojna moć Nicejskog Carstva i ono postaje dovoljno jako da se suprotstavi Latinskom carstvu, koje je ionako slabilo u stalnim borabama koje je vodilo u svom europskom dijelu.
U presudnoj bitci kod Poemanenuma, koja se zbila 1224. godine, Latinsko Carstvo je poraženo i moralo je prepustiti sve svoje azijske posjede Nicejskom Carstvu, osim uskog pojasa uz grad Konstantinopol. 
Posljednji latinski posjedi pali su u ruke Nicejskog Carstva 1235. godine.

### Carstvo u Europi
Za razliku od Azije gdje se je Latinsko Carstvo borilo s u početku vrlo slabim Nicejskim Carstvom u Europi se Latinsko Carstvo suočilo s vrlo snažnim neprijateljima, prije svega Drugim Bugarskim Carstvom cara Kalojana.
Za vrijeme bitke kod Adrianopola održane 14. travnja
1205., latinska konjica upala je u zasjedu Kalojanovih snaga i potučena je do 
nogu. Car Balduin je zarobljen i odveden je u tadašnju bugarsku prijestolnicu Trnovo gdje je utamničen do smrti 1205. godine. 
Na sreću novog cara Latinskog Carstva, Henrika Flandrijskog, bugarski car Kalojan ubijen je nakon par godina (1207.) za vrijeme opsade Soluna. Nakon toga Bugari su gubili bitku za bitkom i morali su vratiti većinu osvojenih teritorija Trakije. 1210. godine, stanje s Bugarima se popravilo udajom bugarske princeze (Kalojanove kćeri) Marije za Henrika Flandrijskog.
U isto vrijeme Mihajlo I. Komnen praunuk bizantskog cara Aleksija I. Komnena koji je prvo ušao u službu Latinskog Carstva se buni i osniva državu imena Epirska Despotovina (1205.),  koja će početi ugrožavati vazalne države Latinskog carstva Solunsku Kraljevinu i Atensku Vojvodinu. Henrik je zahtijevao njegovu predaju, što je Mihajlo predvidio te mu da ga odobrovolji dao svoju kćer za ženu njegova brata Eustacija u ljeto 1209. godine. Ova ženidba i novi savez omogućio je Henriku da organizira vojne pohode na; Makedoniju, Tesaliju i Središnju Grčku protiv pobunjenika, prije svega protiv lombardijskog vladara Solunskog Kraljevstva. Ali kada je pored pomoći Mihajlo I. Komnen napao na Solun, Henrik mu je 1210. godine pritekao u pomoć i Mihajlo I. se morao povući na sjever i prekinuti napad.
Mihajlo I. Komnen, umro je 1214. godine, njegov nasljednik Teodor Komnen Dukas, zarekao se da će osvojiti Solun. Henrik je umro 11. lipnja, 1216., dok je nadgledao popravak zidina Soluna,  njega je naslijedio Petar od Courtenaya, kojeg je već sljedeće godine zarobio i pogubio Teodor Komnen Dukas. 
Petrova nasljednica na prijestolje - regetica Jolanda Flandrijska upravljala je carstvom iz Konstantinopola sve do 1221. godine kad je njezin sin Robert od Courtenaya okrunjen za cara.
Opterećen obnovljenim ratom s Nicejskim Carstvom, i stalno moleći 
i očekujući pomoć od pape Honorija III. i francuskog kralja Filipa II., Latinsko Carstvo nije bilo u stanju spriječiti konačni pad Solunskog Kraljevstva pod Epir 1224. godine.
Epirska vojska zauzela je Trakiju 1225. – 26., i izbila pred Konstantinopol. Tad je Latinsko Carstvo spašeno od Teodora zahvaljujući vojnoj pomoći bugarskog cara Ivana II. Asena, i primirje je zaključeno 1228. godine.

## Vanjska politika
Vanjska politika Latinskog Carstva pod pritiskom grčkih rodoljuba je bila tijekom cijelog svog razdoblja u najboljem slučaju kontroverzna. Pod vojnim pritiskom Nikeje, Epira, Bugarskog carstva i stanovnika koji odbijaju novu vlast car Henrik Flandrijski odlučuje priznati Nicejsko carstvo, Epirsku despotovinu  i zapošljavati Grke u javnim službama. Druga njegova odluka o sklapanju sklapanju vojnog saveza između kršćanskih križara i muslimana protiv pravoslavnih kršćana to jest Nikeje postaje vrlo kontroverzna jer su to oni isti križari koji su kao razlog za osvajanje Carigrada naveli da je tamo otvorena džamija . Sklapanje mirovnog sporazuma s Nicejskim carstvom tijekom vladavine Roberta od Courtenaja kako bi se oslobodile vojne snage za rat s Epirom će na kraju propasti kada latinski car odbija svoju zaručnicu koja je bila kćer nikejskog cara kako bi oženio drugu. Ta odluka dovodi do careva pada, ali i saveza između Nikeje i Bugarske protiv Epira i Latinskog Carstva . Ostatak povijesti države se ograničio na traženja vojne i financijske pomoći sa zapada kao i vojne pomoći od muslimana. Politički najkontroverznija odluka koja će šokirati kršćansku Europu postaje ona o davanju ruke nećakinje latinskog cara vladaru sultanu Turaka Seldžuka 

### Konačna propast
Nakon smrti Roberta od Courtenaya 1228. godine, ustoličen je novi vladar Ivan od Brienna. 
Nakon katastrofalnog poraza epirske vojske od strane Bugara u bitci kod Klokotnice, epirska prijetnja nad Latinskim Carstvom je otklonjena, ali ne zadugo jer je ulogu Epira preuzela Niceja, koja je počela malo po malo otimati teritorij carstva. Nicejski car Ivan III. Dukas Vatas sklopio je savez s Bugarskom. Rezultat tog saveza bila je zajednička vojna akcija protiv Latinskog Carstva, 1235. godine i to neuspješna. 
1237. godine, Balduin II. preuzeo je prijestolje tada već jako smanjenog Latinskog Carstva. Kritično stanje u njgovom carstvu prisililo ga je da putuje po Europi i bezuspješno traži pomoć.
U želji da se domogne novca za obranu, pribjegavao je očajnim koracima, tako je skidao tadašnji olovni pokrov s krovova Velike palače i prodavao ga. Svog prvorođenog sina Filipa dao je mletačkim trgovcima kao jamstvo za kredit.
1247. godine, snage Nicejskog Carstva opkolile su Carigrad, jedino su snažne zidine sačuvale branitelje od poraza. Poraz latinske vojske u bitci kod Pelagonije 1258. godine, označio je kraj vojne nadmoći latinske vojske. 
Na kraju je 25. lipnja, 1261., nicejski general Alexios Strategopoulos pronašao nebranjeni ulaz u grad Konstatinopol i ušao u grad sa svojom vojskom i osvojio ga za obnovitelja Bizantskog Carstva Mihajla VIII. Paleologa.

## Uprava i društvo

### Uprava
Carstvo je bilo organizirano i upravljano u skladu s tadanjim zapadnoeuropskim feudalnim običajima i načelima uz ponešto zadržanih običaja bizantinske birokracije. Caru je u upravljanju carstvom pomagalo vijeće, sastavljeno od plemića i mletačkog podeste sa šesteročlanim vijećem. 
Vijeće je imalo presudni glas u upravljanju, naročito kad su na prijestolju bili regenti.
Mletački podesta, bio je također vrlo utjecajni član vlasti, neovisan čak i od 
cara. On je praktički vladao nad mletačkim četvrtima Konstantinopola uz pomoć 
posebnih službenika.

### Latinsko društvo
Elita carstva bili su franački i mletački feudalci, 
kojima je na čelu bio car, oni su pak imali pod sobom podređeno niže plemstvo, među 
kojima je bilo dosta bivših bizantskih plemića.

## Poveznice
- Povijest Grčke

## Vanjske poveznice
- Latinska okupacija grčkih zemalja - Latinsko carstvo, od njihova osnutka u Helenskom svijetu  Arhivirana inačica izvorne stranice od 7. siječnja 2010. (Wayback Machine)